# Florin arubez
Florinul este moneda oficială din Aruba (local numită florin, în engleză și papiamento; cele două limbi sunt mai folosite în Aruba și nu neerlandeza, care deși oficială și ea, reține termenul gulden, puțin utilizat și invizibil pe monedele metalice și pe bancnote). Codul său ISO 4217 este AWG.

Florinul arubez / aruban este divizat în 100 de cents. Florinul are un curs de schimb fix cu dolarul american de 1$ US = 1,7900 AWG, din 1986.

## Istorie
Florinul arubez / aruban a fost introdus în 1986, odată cu competența noii bănci centrale create cu noul stat autonom față de coroana neerlandeză. Acest florin arubez a înlocuit, la paritate, guldenul din Antilele Olandeze.

## Monede metalice
Sunt folosite următoarele monede metalice:
5, 10, 25 și 50 de cenți, 1, 2,50 și 5 florini.

## Bancnote
Sunt folosite următoarele bancnote:
10, 25, 50, 100 și 500 florini.